# VM i samarbete

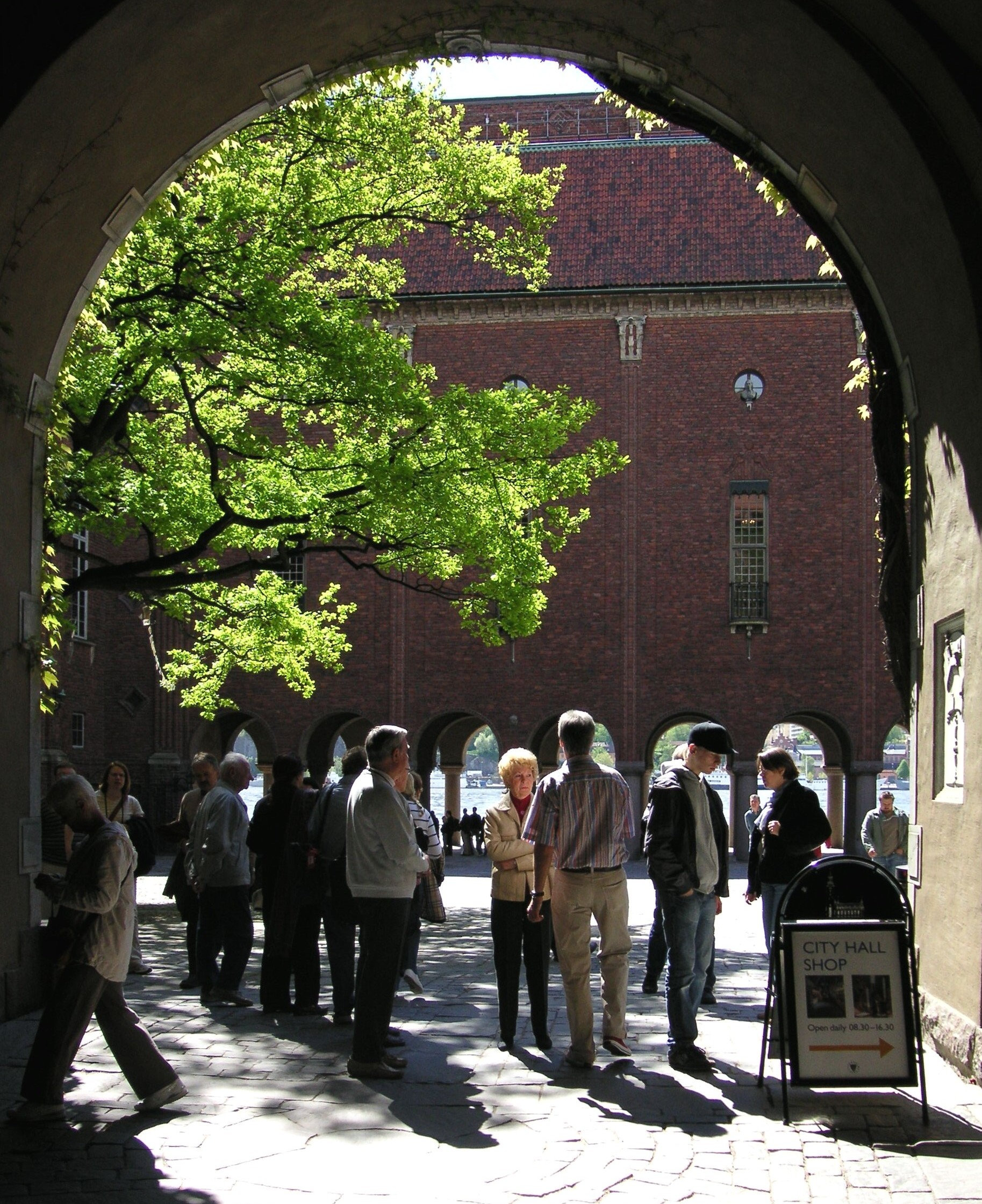
Eken som överlämnades på Stadshusets borgargård 2006.

VM i samarbete är en global mötesplats mellan barn och beslutsfattare. Det arrangerades för första gången mellan den 28 maj och 6 juni 2006 i Stockholm. Cirka 7 000 barn och ungdomar från 35 länder väntades delta under VM-dagarna.
I samband med mötet för första VM i samarbete överlämnades eken på borgargården på Stockholms stadshus som "Barnens Mötesplats". Trädet står nedanför trappan till restaurang Eken.
Arrangörer bakom VM i samarbete var Globträdet och Stockholms stad.